# 한선찬
한선찬(1982년 8월 3일 ~ )은 대한민국의 개그맨이다.

## 데뷔 전
- 2006 ~2008년 대학로 공연
- 2009년 시촌허둥홀 공연

## 방송 활동

### TV 출연작
- 《개그스타 - 판타지극장》 (KBS2)
- 《스펀지 제로》 (KBS2)
- 《가을의전설》 (부산 MBC) - 리포터
- 《독특한 연애뉴스》 (OBS) - 리포터
- 《컬투쇼》(SBSE!)
- 《코미디 빅리그》 (tvN)

### 인터넷
- 《프로야구 팬캐스트》 (판도라 TV)